# أندريا روسيني
أندريا روسيني (بالإيطالية: Andrea Rossini)‏ (17 يناير 1990 بسانتاركانجيلو دي رومانيا في إيطاليا - ) هو لاعب كرة قدم إيطالي في مركز حراسة المرمى. شارك مع منتخب إيطاليا تحت 19 سنة لكرة القدم ومنتخب إيطاليا تحت 20 سنة لكرة القدم. أما مع النوادي، فقد لعب مع نادي بارما ونادي تشيزينا ونادي ريجيانا 1919 ونادي فروسينوني وASD Città di Foligno 1928 ‏ ونادي سافونا ‏ وItaly national football C team ‏ وAC Bellaria Igea Marina ‏ وكالتشيو إيفريا ‏ وLupa Roma FC ‏.

## روابط خارجية
- أندريا روسيني على موقع قاعدة بيانات كرة القدم.إي يو (الإنجليزية)
- أندريا روسيني على موقع Soccerway.com (الإنجليزية)
- أندريا روسيني على موقع AS.com (الإسبانية)